# Adrian Noble
Adrian Keith Noble (* 19. Juli 1950) ist ein englischer Theaterregisseur. Noble war Intendant und künstlerischer Leiter der Royal Shakespeare Company von 1990 bis 2003.
Nach dem Studium an der Universität Bristol begann Noble seine professionelle Laufbahn als Regisseur am Drama Centre London. Danach arbeitete er am Jugendtheater, bis er 1976 zum Bristol Old Vic Theatre ging. Daneben hat er als Regisseur für das Fernsehen gearbeitet. Von 1980 bis 1981 hat er am Royal Exchange Theatre in Manchester gearbeitet, wo er u. a. das Stück Duchesse of Malfi inszenierte, für das er den Londoner Critics Award und den Drama Award gewann (auch für seine Inszenierung des Doktor Faust und als Bester Regisseur für die Inszenierung von A Doll's House 1980). Im Laufe seiner Karriere hat er 120 Olivier Award Nominierungen erhalten. 1980 ging Adrian Noble als Assistent zur Royal Shakespeare Company. Seine erste Produktion war Ostrowskis Two Sister. 1988 wurde er zum Regisseur befördert. 1989 nahm Adrian Noble eine Auszeit beim RSC und arbeitete bei der Peter Hall Company, wo er The Fairy Queen inszenierte. Er arbeitete auch am Manhattan Theatre Club und am Kent Opera House. In dieser Zeit hat er auch Giovanni in einem Zirkuszelt in Paris produziert. Nach dieser Zeit der Suche nach Selbständigkeit ging er im März 1991 zurück zur RSC. Er hat außerdem auch einige erfolgreiche Musicals im Londoner West End inszeniert,  darunter Tschitti Tschitti Bäng Bäng und The Secret Garden.

## Theater
- Nora oder Ein Puppenheim (A Doll's House) 1980
- König Lear 1982 Royal Shakespeare Company
- Antonius und Cleopatra 1983 Pit London
- Die Komödie der Irrungen 1984 Theatre Royal Newcastle-upon-Tyne
- Maß für Maß 1984 Theatre Royal Newcastle-upon-Tyne
- Heinrich V. 1984 Royal Shakespeare Company
- Desert Air 1984 Royal Shakespeare Company
- Wie es euch gefällt 1985 Royal Shakespeare Company
- Kiss Me, Kate 1987 Old Vic London
- Macbeth 1988 und 1993 Royal Shakespeare Company
- Ein Wintermärchen 1993 Royal Shakespeare Company (hierfür gewann er den Globe Award als bester Regisseur)
- Ein Sommernachtstraum 1995 Royal Shakespeare Company
- Romeo und Julia 1995 Royal Shakespeare Company
- Alcina 2010 Wiener Staatsoper
- The King’s Speech 2012, Yvonne-Arnaud-Theatre, Guildford, danach vom März bis Mai 2012 Wyndham’s Theatre, West End, London
- Der Hauptmann von Köpenick 2013 Royal National Theatre, London
- Hänsel und Gretel 2015 Wiener Staatsoper
- Otello 2019 Wiener Staatsoper

## Film
- The fairy queen (TV)1989
- A Midsummer Night's Dream 1996
- Il ritorno d’Ulisse in patria (Oper von Claudio Monteverdi) (TV) 2002
- Mrs Lowry & Son 2019